# Eurycea troglodytes
Eurycea troglodytes är en groddjursart som beskrevs av Baker 1957. Eurycea troglodytes ingår i släktet Eurycea och familjen lunglösa salamandrar. IUCN kategoriserar arten globalt som otillräckligt studerad. Inga underarter finns listade i Catalogue of Life.